# Synthemis campioni
Synthemis campioni – gatunek ważki z rodziny Synthemistidae.